# キンミズヒキ属
キンミズヒキ属（キンミズヒキぞく、学名：Agrimonia、和名漢字表記：金水引属）は、バラ科の属の1つ。

## 特徴
多年草で根茎は肥厚する。茎は直立し、毛が生え、奇数羽状複葉の葉が互生し、小葉の縁に鋸歯がある。葉柄の基部に托葉があり合着する。茎先に総状花序をつけ、花は両性で小型。花柄は短い。花床筒は倒円錐形、萼片は5個。花弁は5個で黄色。雄蕊は5-30個。心皮は2個。果実は痩果で、硬い花床筒の中に1-2個ある。花床筒の縁に副萼片が変化したものといわれる鉤状の刺があり、果時に、この刺が動物体に付着して運ばれ、種子が散布される。

## 分布
ユーラシア大陸、北アメリカ大陸と南アメリカ大陸の温帯に10数種分布する。日本には3種ある。

## 種

### 日本に分布する種
和名、学名はYistによる。
- チョウセンキンミズヒキ Agrimonia coreana Nakai - 花の径10-16mmとやや大きく、細い花穂にまばらにつき、ことに花序の下部には離れてつく。雄蕊は12-30個。花期は7-8月。茎の高さ30-80cm。山地や高原にまれに生える。北海道・本州・四国・九州、朝鮮半島、中国大陸（東北部、山東省）、ウスリーに分布する[4]。絶滅危惧II類（環境省）。
- ヒメキンミズヒキ Agrimonia nipponica Koidz. - 花の径5-7mmと小さく、花弁も狭い。花は細い花穂にまばらにつく。雄蕊は5-8個。花期は8-10月。茎の高さ30-80cm。小葉の先はあまりとがらない。山地、丘陵地の林下や渓側に生える。北海道（南部・西部）・本州・四国・九州（屋久島）、朝鮮半島南部、中国大陸中南部に分布する[4]。
- キンミズヒキ Agrimonia pilosa Ledeb. var. japonica (Miq.) Nakai - 花の径7-10mmとやや小さく、太い花穂に密につく。雄蕊は8-14個。花期は8-10月。茎の高さ50-100cm。小葉の先は多くはとがる。低地、山地にふつうに生える。北海道・本州・四国・九州、朝鮮半島、中国大陸、サハリン、ウスリー、インドシナ半島に分布する[4]。

### その他の種
学名はAgrimonia The Plant Listから
- Agrimonia aitchisonii Sch”nb.-Tem.
- Agrimonia bracteata E.Mey. ex C.A.Mey.
- Agrimonia eupatoria L.
- Agrimonia gorovoi Rumjantsev
- Agrimonia granulosa Juz.
- Agrimonia gryposepala Wallr.
- Agrimonia microcarpa Wallr.
- Agrimonia parviflora Sol.
- Agrimonia pilosa Ledeb. - キンミズヒキの基本種
- Agrimonia procera Wallr.
- Agrimonia pubescens Wallr.
- Agrimonia repens L.
- Agrimonia rostellata Wallr.
- Agrimonia striata Michx.

## ギャラリー
- ヒメキンミズヒキ
- Agrimonia eupatoria
- Agrimonia gryposepala
- Agrimonia parviflora
- Agrimonia procera
- Agrimonia pubescens
- Agrimonia rostellata
- Agrimonia striata